# Pàvel Smirnov
Pavel Smirnov (en rus: Павел Смирнов); nascut el 14 d'abril de 1982, és un jugador d'escacs rus, que té el títol de Gran Mestre des de 2003.
Tot i que roman inactiu des de novembre de 2019, la llista d'Elo de la FIDE de l'abril de 2022, hi tenia un Elo de 2544 punts, cosa que en feia el jugador número 75 de Rússia. El seu màxim Elo va ser de 2645 punts, a la llista de gener de 2005 (posició 55 al rànquing mundial).

## Resultats destacats en competició
El 2001, quan encara era Mestre Internacional, va formar part de l'equip de Rússia que va jugar el I Matx Xina-Rússia, a Xangai, on hi va puntuar (+3 -3 =0)
El 2004 assolí la 4a ronda del Campionat del món de la FIDE de 2004, però hi perdé contra Teimur Radjàbov. El mateix any, fou primer al Memorial Tigran Petrossian a Erevan, per davant de Vasil Ivantxuk, Karèn Asrian, i un fort grup de jugadors. També el 2004, va guanyar la medalla d'argent al Campionat del Món Universitari celebrat a Istanbul.
A finals de 2005, va participar en la Copa del món de 2005 a Khanti-Mansisk, un torneig classificatori per al cicle del Campionat del món de 2007, on va tenir una mala actuació i fou eliminat en primera ronda per Dmitri Botxarov.
El 2007 va formar part de l'equip del Tomsk-400 que guanyar el Campionat de Rússia per Equips amb un resultat perfecte de 9/9. El mateix any, empatà als llocs 3r a 9è amb Dmitri Svetuşkin, Vladímir Malakhov, Evgeni Vorobiov, Murtas Kajgalíev, Vladímir Dobrov i Aleksei Aleksandrov al 3r Obert de Moscou. El juliol de 2015 fou campió de Primorsky Debut jugat a Vladivostok amb 7½ punts de 9, mig punt per davant de Aleksey Goganov.

## Partides notables
- Pavel Smirnov vs Andrei Belozerov, RUS-Cup03 2002, Obertura Ruy López, Defensa Morphy (C72), 1-0
- Pavel Smirnov vs Levon Aronian, Campionat del món de la FIDE de 2004, Obertura Ruy López: Defensa Berlinesa, (C67), 1-0